# Sistema nervoso umano

Per sistema nervoso umano si intende l'unità morfo-funzionale caratterizzata dal tessuto altamente specializzato nell'elaborazione di segnali bioelettrici.
Il sistema nervoso è la centrale di controllo e di comando dell'intero organismo perché, coordinando tutti gli altri sistemi, mantiene l'omeostasi permettendo la vita.

## Anatomia
Il sistema nervoso negli esseri umani può essere anatomicamente suddiviso in sistema nervoso centrale (SNC) e sistema nervoso periferico (SNP). Il SNC è racchiuso nella scatola cranica per quanto riguarda l'encefalo, e nel canale vertebrale per quanto riguarda il midollo spinale. Il SNP è invece rappresentato da strutture nervose periferiche come i gangli, le fibre nervose dei nervi, i recettori sensoriali (termocettori, propriocettori, meccanocettori, recettori per gli odori, per il gusto) e gli organi sensoriali specializzati come l'occhio, l'apparato cocleare e vestibolare.
Il SNP si occupa quindi di raccogliere informazioni dall'ambiente esterno, le traduce poi in segnali nervosi e le invia al SNC che si occupa di integrarle e di rispondere in maniera adeguata. Il SNC poi, tramite il SNP, invia comandi motori alla periferia necessari per rispondere in maniera adeguata a varie condizioni o semplicemente per il movimento volontario. C'è poi da considerare il sistema nervoso autonomo che si occupa di gestire in maniera involontaria le risposte viscerali, cioè la regolazione automatica dello stato degli organi interni. Il sistema nervoso autonomo si divide in sistema simpatico e parasimpatico. Questi due sistemi sono molto spesso contrapposti; per esempio, nell'occhio, il simpatico induce midriasi, cioè dilatazione della pupilla, mentre il parasimpatico miosi, cioè restrizione della pupilla.
Le componenti anatomiche più importanti dell'SNC sono: il midollo spinale, il cervello, il tronco dell'encefalo (formato da bulbo/midollo allungato, ponte, mesencefalo), l'ipotalamo, Il talamo, il cervelletto, i nuclei della base, l'amigdala, l'ippocampo (anatomia), la corteccia cerebrale e i ventricoli cerebrali.

## Differenze e analogie tra SNC e SNP
La principale differenza tra il sistema nervoso centrale e il sistema nervoso periferico sta nell'anatomia: Il primo è formato da encefalo (cervello, tronco cerebrale e cervelletto) e midollo spinale, il secondo dai neuroni (sensitivi e motori) i cui assoni si estendono fuori dal sistema nervoso centrale per giungere a tessuti e organi.
Entrambi i sistemi possiedono le cellule gliali "mielinizzanti", tuttavia nel SNC si parlerà di oligodendrociti, nel SNP di cellule di Schwann.
Entrambi i sistemi possiedono ammassi di corpi cellulari di neuroni, che nel SNC prendono il nome di nuclei e nel SNP di gangli.
Un'ultima grande differenza riguarda i raggruppamenti degli assoni in fasci: nel SNC prendono il nome di tratti, nel SNP prendono il nome di nervi.

## SNC (Sistema Nervoso Centrale)
Il sistema nervoso centrale è costituito dall'encefalo, che include cervello, cervelletto e midollo allungato, all'interno della scatola cranica, e dal midollo spinale, contenuto nella colonna vertebrale. L'encefalo e il midollo spinale sono rivestiti da tre membrane sovrapposte: le meningi, le quali producono un liquido, detto liquido cefalorachidiano.
Le tre meningi sono:
Pia madre: la più interna, ricca di vasi sanguigni che nutrono le cellule nervose
Aracnoide: membrana intermedia, sottile, tra pia madre e aracnoide si forma il liquido cefalorachidiano
Dura madre: la più esterna, spessa e fibrosa, riveste la scatola cranica e il canale vertebrale

## Sviluppo del sistema nervoso
Intorno al sedicesimo giorno dal concepimento si forma la placca neurale per differenziazione di cellule di natura ectodermica che, aumentando il loro spessore, diventano cellule neuro-ectodermiche; tale processo di differenziazione si verifica sotto l'azione induttiva della notocorda, che si esplica nell'azione degli antagonisti di BMP (chordin, noggin, follistatin).
Con il passare dei giorni, sul piano mediano, a livello della placca neurale, compare un solco (solco neurale) delimitato lateralmente dalle pieghe neurali; le pieghe tendono a sollevarsi, causando indirettamente, l'approfondamento del solco neurale che in questa fase prenderà il nome di doccia neurale.
Verso il ventunesimo giorno, le pieghe che delimitano la doccia neurale si fondono sul piano mediano; si ottiene pertanto la chiusura della doccia neurale, che dà luogo al tubo neurale. Nei giorni successivi la parte craniale o anteriore del tubo neurale subisce delle modificazioni che comportano la formazione di tre vescicole: il prosencefalo (cervello anteriore), il mesencefalo (cervello medio) e il rombencefalo (cervello posteriore). Giunti al trentaseiesimo giorno, il prosencefalo si divide in due porzioni:
1. telencefalo (anteriormente) che ampliandosi darà luogo agli emisferi cerebrali
2. diencefalo (posteriormente) da cui deriveranno il talamo, l'ipotalamo, la neuroipofisi e la retina.

Dal rombencefalo si formano per un processo di segmentazione, otto rombomeri, che daranno luogo al metencefalo (da cui deriveranno ponte e cervelletto) e il mielencefalo (da cui deriva il bulbo o midollo allungato).
Durante la vita intrauterina si formano circa 200.000 neuroni al minuto. Contrariamente, al momento della nascita la duplicazione neuronale si arresta (eccezione fatta per i neuroni olfattivi presenti a livello dell'area olfattiva, posta caudalmente alla lamina cribrosa dell'osso etmoide).